# Højerup kirke
Højerup Kirke är en kyrkobyggnad i Højerup Sogn i Stevns kommun på Sjælland i Danmark.
Kyrkan byggdes 1912–1913 för att ersätta Højerup gamle kirke, som var byggd längre ut på Stevns Klint och som hade stängts 1910 på grund av rasrisk. Den ligger 250 meter väster om den gamla kyrkan, 29 meter över havet på klinten.
Kyrkobyggnaden är ritad av Helge Bojsen-Møller och byggd i lokal limsten.

## Højerup gamle kirke
Højerup gamle kirke låg från början långt från klintens kant. År 1776 låg den omkring tio meter från kanten, men 1892 bara någon halvmeter från. Från 1840-talet hade brytning av krita ur klinten skett och denna brytning tredubblades fram till 1870-talet, med stenbrott på ömse sidor av kyrkan. Den fick stängas 1910 på grund av bedömd risk att den skulle kunna störta ned i havet. Den 28 mars 1928 rasade också koret och delar av kyrkogården.

## Bildgalleri

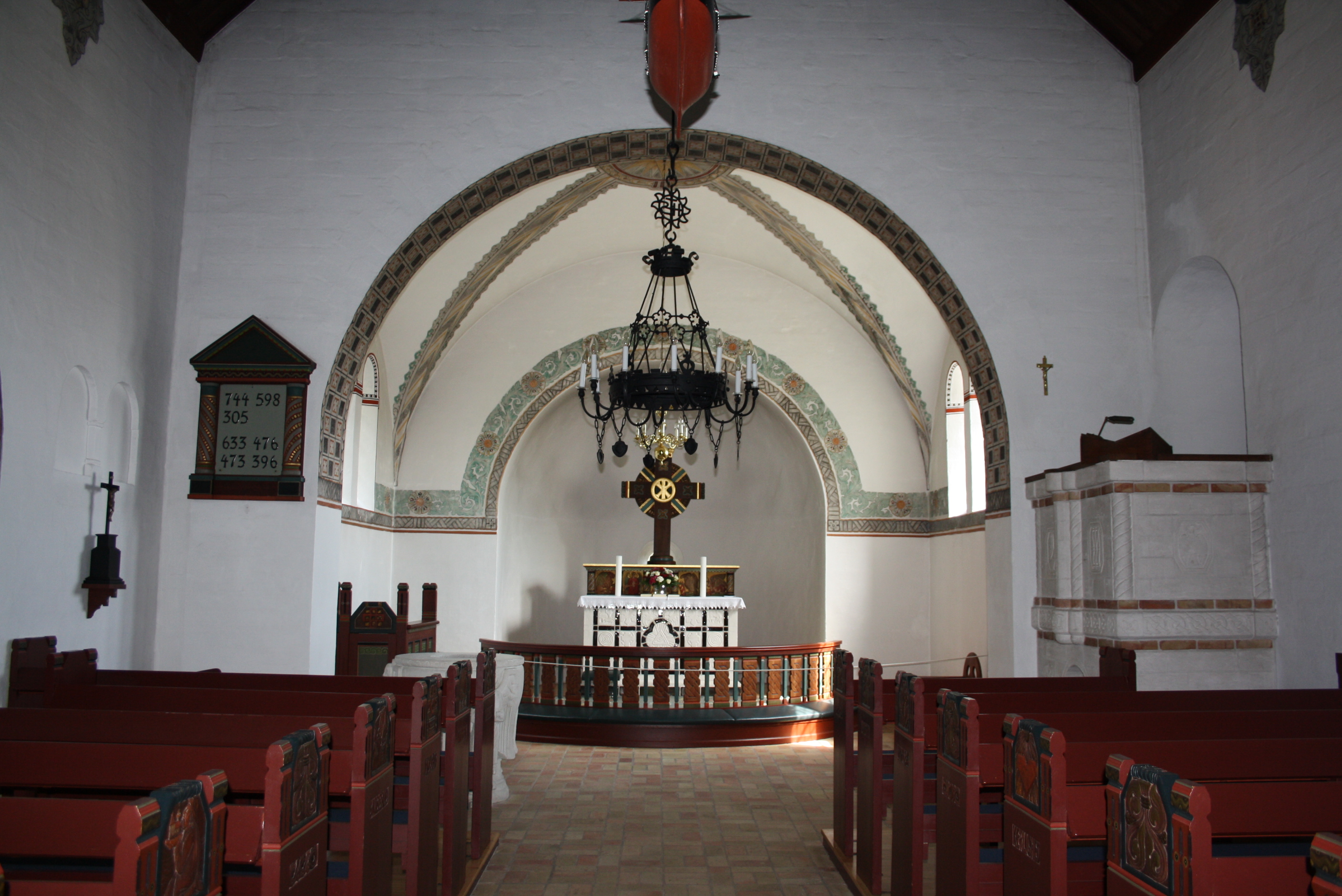
Koret
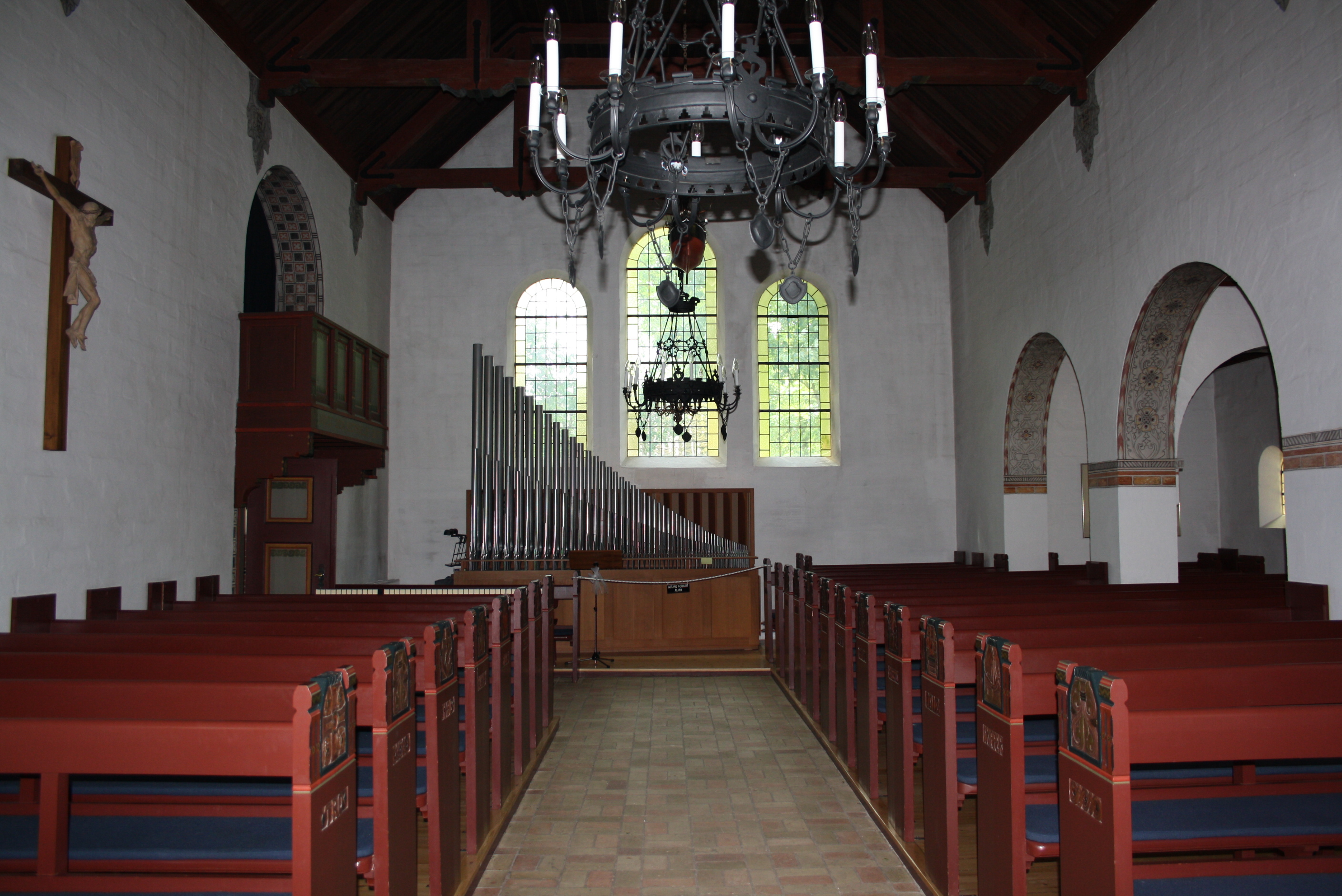
Interiör
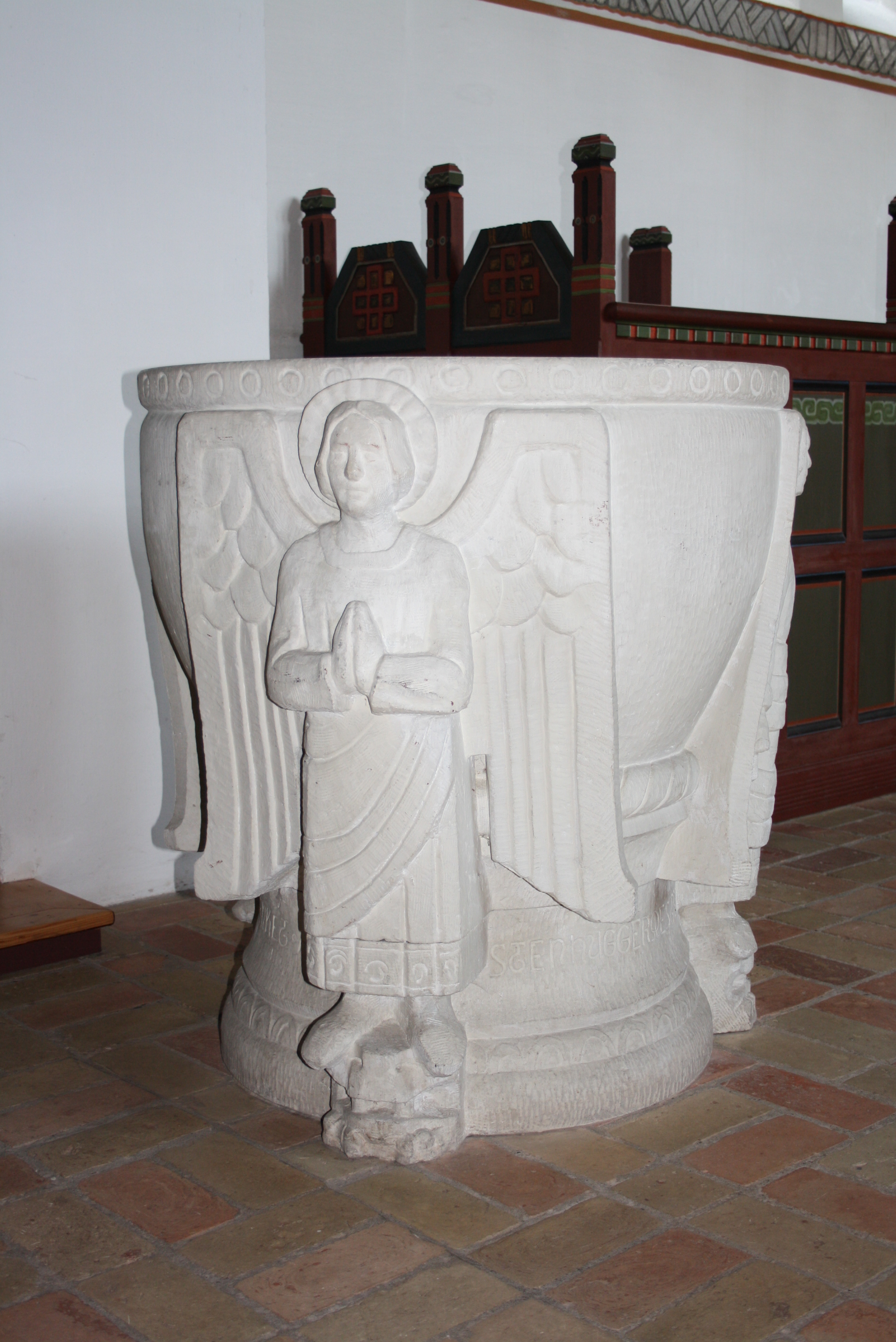
Dopfunt i lokal limsten
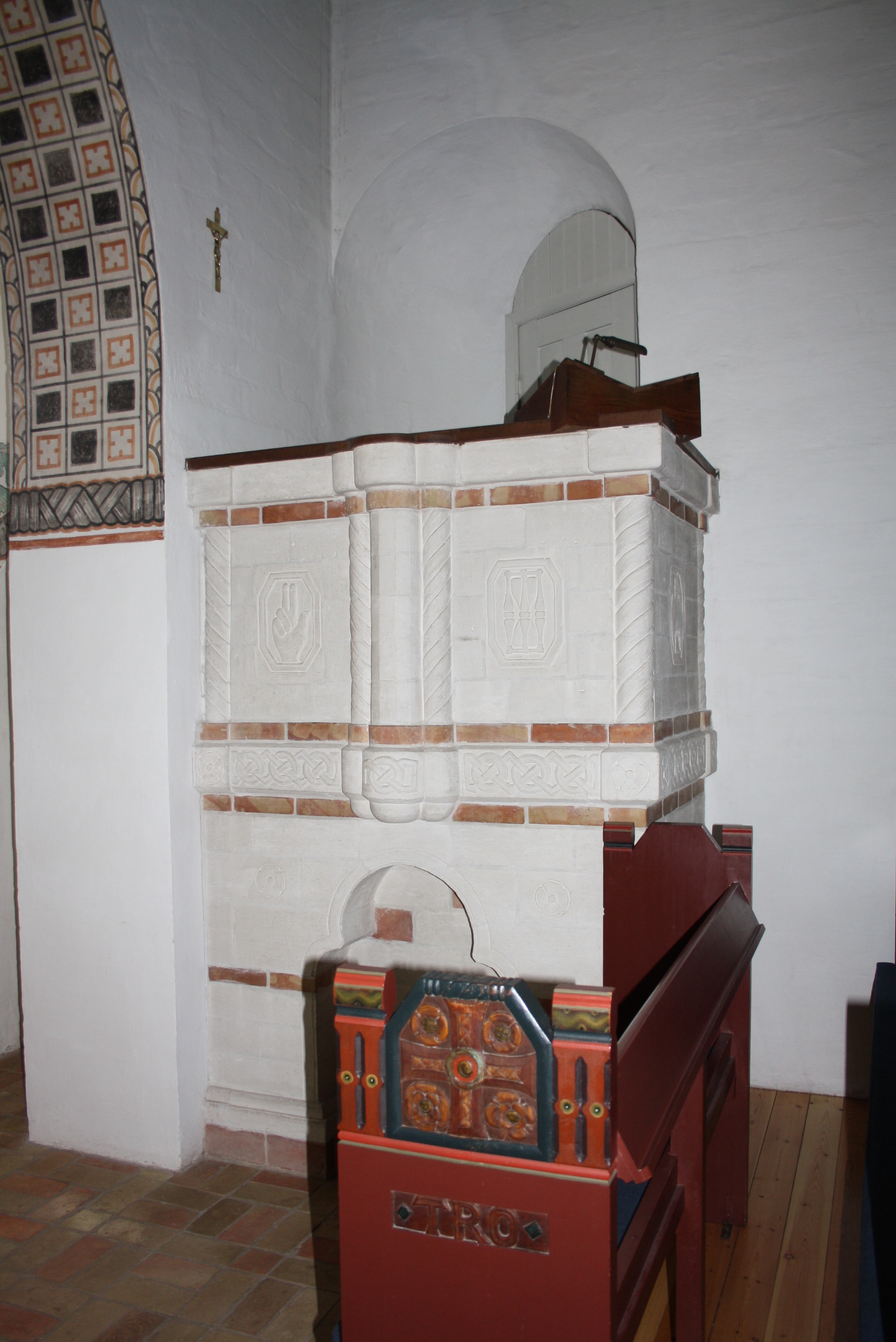
Predikstol